# Iglesia (San Juan)
Iglesia es una localidad del departamento homónimo, en el noroeste de la provincia de San Juan, Argentina.
Está comunicada con el resto de la provincia a través de la Ruta Nacional 149.
Iglesia es una pintoresca localidad ubicada sobre la Ruta provincial 412. El verde de sus plantaciones agrícolas, con la imponente Cordillera de los Andes como fondo obligado, alterna con ranchos criollos, casonas italianas de adobe y modernos barrios de hormigón armado. En los barrios, es curioso observar el contraste entre los frentes seriados de las casas y sus fondos criollos, con hornos de barro, gallineros y tapias, que muestran la vigencia de antiguas técnicas de construcción y costumbres rurales. Estas características atraen a turistas de todo el país.

## Geografía

### Población
Cuenta con 483 habitantes (Indec, 2001), lo que representa un incremento del 21,36% frente a los 398 habitantes (Indec, 2001) del censo anterior.

### Sismicidad
La sismicidad del área de Cuyo (centro oeste de Argentina) es frecuente y de intensidad baja, y un silencio sísmico de terremotos medios a graves cada 20 años en distintas áreas aleatorias.
Terremoto de Caucete 1977el 23 de noviembre de 1977, la región fue asolada por un terremoto y que dejó como saldo lamentable algunas víctimas, y un porcentaje importante de daños materiales en edificaciones.
Sismo de 1861aunque dicha actividad geológica catastrófica, ocurre desde épocas prehistóricas, el terremoto del 20 de marzo de 1861 (163 años) señaló un hito importante dentro de la historia de eventos sísmicos argentinos ya que fue el más fuerte registrado y documentado en el país. A partir del mismo la política de los sucesivos gobiernos mendocinos y municipales han ido extremando cuidados y restringiendo los códigos de construcción. Y con el terremoto de San Juan de 1944 del 15 de enero de 1944 (81 años) el gobierno sanjuanino tomó estado de la enorme gravedad sísmica de la región.
El Día de la Defensa Civil fue asignado por un decreto recordando el sismo que destruyó la ciudad de Caucete el 23 de noviembre de 1977, con más de 40.000 víctimas sin hogar. No quedaron registros de fallas en tierra, y lo más notable efecto del terremoto fue la extensa área de licuefacción (posiblemente miles de km²).
El efecto más dramático de la licuefacción se observó en la ciudad, a 70 km del epicentro: se vieron grandes cantidades de arena en las fisuras de hasta 1 m de ancho y más de 2 m de profundidad. En algunas de las casas sobre esas fisuras, el terreno quedó cubierto de más de 1 dm de arena.